# Fédération royale marocaine de hockey sur glace
Die Fédération royale marocaine de hockey sur glace (bis Februar 2016 Association National Marocaine de Hockey sur Glace; deutsch Marokkanischer Eishockeyverband) ist der nationale Eishockeyverband Marokkos. 

## Geschichte
Der Verband wurde am 22. Mai 2010 als Association National Marocaine de Hockey sur Glace in die Internationale Eishockey-Föderation aufgenommen. Präsident des Verbandes ist seither Khalid Mrini. Der Verband gehört zu den assoziierten Mitgliedern der IIHF und hat daher kein Stimmrecht in deren Vollversammlung.
Der Verband kümmert sich überwiegend um die Durchführung der Spiele der marokkanischen Eishockeynationalmannschaft.
Seit Februar 2016 heißt der Verband Fédération royale marocaine de hockey sur glace.